# Marc van Roosmalen
Dr. Marc van Roosmalen (Tilburgo, 24 de julho de 1947) é um primatólogo neerlandês naturalizado brasileiro. Foi eleito um dos Heróis do Planeta (inglês: Heroes of the Planet) pela revista Time em 2000. Sua pesquisa resultou na identificação de diversas novas espécies de macacos, como também outros animais e plantas. Ele também é ativista na proteção da floresta brasileira. Van Roosmalen recebeu o honorário neerlandês de Oficial na ordem da Arca de Ouro pelo príncipe Bernardo de Lippe-Biesterfeld em 1997.

## Controvérsias
Em 2002, ele foi multado pelo Ibama (Instituto Brasileiro do Meio Ambiente e dos Recursos Naturais Renováveis) por acusações como transportar ilegalmente macacos e orquídeas da região Amazônica da Serra do Aracá. Em abril de 2003, van Roosmalen foi demitido do Inpa (Instituto Nacional de Pesquisas da Amazônia) por enviar ilegalmente fezes de primata, e portanto exportando dna, para o exterior.
Em 2007, ele foi preso pelo governo brasileiro por comprar e manter ilegalmente macacos órfãos em cativeiro em sua residência na Amazônia e por desviar recursos públicos.  Ele foi sentenciado conforme previsto em lei à pena máxima de, neste caso, 14+ anos de detenção.  Em agosto de 2007, ele foi solto com um habeas corpus.
Em 2008 foi absolvido de todos os "crimes contra a Mãe Natureza" pelo STF em Brasília e desde então é residente na cidade de Manaus, AM.

## Vida Pessoal
Marc cresceu em Tilburg, uma cidade no sul da Holanda. Seu pai era químico. Ele conheceu e se casou com sua primeira esposa enquanto morava em Utrecht, para onde se mudou para estudar aos 17 anos. Eles tiveram dois filhos. No início de 2008, ele se divorciou de sua primeira esposa e se casou com sua namorada brasileira.[6]

## Publicações
- A Pictorial Field Guide to the Woody Plants of the Amazon Scholars' Press, OmniScriptum, July 2021, Vol. I , Fruit Plates, 320p. Paperback, ISBN 978-6138932987
- A Pictorial Field Guide to the Woody Plants of the Amazon Scholars' Press, OmniScriptum, July 2021, Vol. II , ACANTHACEAE - BURSERACEAE, 381p. Paperback, ISBN 978-6138933625
- A Pictorial Field Guide to the Woody Plants of the Amazon Scholars' Press, OmniScriptum, July 2021, Vol. III , CACTACEAE - GESNERIACEAE, 323p. Paperback, ISBN 978-6138946014
- A Pictorial Field Guide to the Woody Plants of the Amazon Scholars' Press, OmniScriptum, July 2021, Vol. IV , GNETACEAE - LECYTHIDACEAE, 229p. Paperback, ISBN 978-6138946021
- A Pictorial Field Guide to the Woody Plants of the Amazon Scholars' Press, OmniScriptum, July 2021, Vol. V , LEGUMINOSAE, 316p. Paperback, ISBN 978-6138946069
- A Pictorial Field Guide to the Woody Plants of the Amazon Scholars' Press, OmniScriptum, July 2021, Vol. VI , LILIACEAE - MORACEAE, 247p. Paperback, ISBN 978-6138946076
- A Pictorial Field Guide to the Woody Plants of the Amazon Scholars' Press, OmniScriptum, July 2021, Vol. VII , MYRISTICACEAE - ROSACEAE, 223p. Paperback, ISBN 978-6138946083
- A Pictorial Field Guide to the Woody Plants of the Amazon Scholars' Press, OmniScriptum, July 2021, Vol. VIII , RUBIACEAE - SAPINDACEAE, 184p. Paperback, ISBN 978-6138946113
- A Pictorial Field Guide to the Woody Plants of the Amazon Scholars' Press, OmniScriptum, July 2021, Vol. IX , SAPOTACEAE - VOCHYSIACEAE, 270p. Paperback, ISBN 978-6138948704
- Wild Fruits from the Amazon, CreateSpace Independent Publishing Platform, 2013, Vol. I , Plates, Paperback, ISBN 978-1493776160
- Wild Fruits from the Amazon, CreateSpace Independent Publishing Platform, 2015, Vol. II , Plates, Paperback, ISBN 978-1516879533
- Wild Fruits from the Amazon, CreateSpace Independent Publishing Platform, 2017, Vol. III , Plates, Paperback, ISBN 978-1542831451
- Barefoot through the Amazon – On the Path of Evolution, CreateSpace Independent Publishing Platform, 2013, 550p., Paperback, ISBN 978-1482578249
- A Shaman’s Apprentice - Traditional Healing in the Brazilian Amazon, CreateSpace Independent Publishing Platform, 2013, Vol. III, 115p., Paperback ISBN 978-1484034415
- On the Origin of Allopatric Primate Species and the Principle of Metachromic Bleaching, CreateSpace Independent Publishing Platform, 2013, ISBN 978-1494330347, co-authored by Dr. Tomas van Roosmalen
- Distributions and Phylogeography of Neotropical Primates, CreateSpace Independent Publishing Platform, 2014, Paperback, ISBN 978-1494852535, co-authored by Dr. Tomas van Roosmalen
- On the Origin of Allopatric Primate Species, 2016, Biodiversity Journal, vol. 7, no. 1, p. 117-198.[1] ISBN 2039-0394 Parameter error in {{ISBN}}: length (Print Edition) ISSN 2039-0408 (Online Edition), co-authored with Tomas van Roosmalen
- Live from the Amazon - On the Path of Evolution, CreateSpace Independent Publishing Platform, 2015, 440p., Paperback, ISBN 978-1517514631
- Black Gold: Pre-Columbian Farming on Terra Preta Anthrosol in the Amazon, CreateSpace Independent Publishing Platform, 2016, 158p., Paperback, ISBN 978-1534790148
- Live from the Amazon - On the Path of Evolution; A Personal Account of Amazonian Human and Natural History, Lambert Academic Publishing (LAP), April 2020, 667p. Paperback, ISBN 978-6202522069
- Man's Territorial Primate Factor - Evolutionary Roots of Tribalism in Human Societies, Lambert Academic Publishing (LAP), March 2020, 253p. Paperback, ISBN 978-6200536716
- Blootsvoets door de Amazone - De Evolutie op het Spoor, Uitgeverij Bert Bakker, Amsterdam, 2008, 408p. Paperback, ISBN 978-9035133105
- Tropenkolder - Belevenissen in de jungle van een Held van de Planeet, Uitgeverij Bert Bakker, Amsterdam, 2010, 312p. Paperback, ISBN 9789035135550
- Darwin in een Notendop, Uitgeverij Bert Bakker, Amsterdam, 2009, 125p. Paperback, ISBN 9789035134188